# Mont Bamba
Mont Bamba är ett berg i bergskedjan Mayumbe i Kongo-Brazzaville. Det ligger i departementet Kouilou, i den sydvästra delen av landet, 300 km väster om huvudstaden Brazzaville. Toppen på Mont Bamba är 810 meter över havet.